# Улица Мунга (Тарту)
Улица Мунга (эст. Munga tänav) — улица в исторической части Тарту, от набережной (Вабадузе пуйестеэ) до улицы Якоби. Одна из границ Полицейской площади.

## История
Название улицы может быть связано с располагавшимся поблизости (на месте Успенского собора) доминиканским монастырём, в переводе с эстонского Munk — монах.
К 300-летию Тартуского университета (1932) улица получила имя Петера Пылда (1878—1930) — одного из основателей Эстонского университета. 14 октября 1949 года улица стала Пионерской. Затем была переименована в улицу Хачатура Абовяна, в честь армянского писателя, который учился в Тарту (1830—1836).

## Достопримечательности
д. 9 — памятник архитектуры (1777, сохранились элементы интерьеров XIX века)
д. 12 — Гимназия «Hugo Treffneri»
д. 18 — памятник архитектуры (1935—1936), здание занимает Министерство образования и науки Эстонии
Памятник Петеру Пылду